# Bárdy Margit
Bárdy Margit (Magyaróvár, 1929. augusztus 27. – München, 2025. június 14.) magyar festőművész, díszlet- és jelmeztervező, számos tévéfilm és színpadi előadás közreműködő alkotója.

## Életútja, munkássága
1929-ben Magyaróváron született Kreibich Margit néven. Édesapja Kreibich Alfréd, édesanyja Günther Margit. A győri Állami Leánylíceumban érettségizett. 1948–1952 között a Képzőművészeti Főiskola festő szakán Bernáth Aurél, Bencze László és Bortnyik Sándor növendéke volt. 1952–1956 között a Madách Színház ösztöndíjasa. Ekkor ismerkedett meg férjével, Bárdy György színművésszel, akitől néhány év házasság után elvált, de a Bárdy Margit nevet megtartotta.
1956-ban Münchenbe költözött, 1957 és 1959 között a müncheni Képzőművészeti Főiskola szcenikai osztályán tanult ösztöndíjjal, mestere Helmut Jürgens. 1960 és 1961 között a karlsruhei színház, 1961 és 1970 között a Bavaria Filmstúdió szerződéses jelmeztervezője. 1968-ban díszlettervezői diplomát is szerzett, ugyancsak a müncheni főiskolán. Ez alatt az időszak alatt számos tévés produkció közreműködő alkotójaként nemzetközi ismertségre tett szert, többek között az Orion űrhajó c. tévésorozat jelmezterveivel. 1970-ben a tévétől tudatosan a színház felé fordult, s ettől kezdve több mint száz színpadi produkció létrehozásában vett részt Hamburg, München, London, Párizs, Bécs és Brüsszel színházaiban és operaházaiban.
Pályája második felében akvarellképeket és kollázstechnikával objektképeket is készített egyre nagyobb számban, ezeket több kiállításon is bemutatta Magyarországon és külföldön is.

## Fontosabb jelmeztervei
- Orion űrhajó – Bavaria Atelier, München, 1965
- Danton halála – Münchner Kammerspiele, 1972
- Die Wupper – Münchner Kammerspiele, 1973
- Vadkacsa – Städtische Bühnen Freiburg, 1977
- Coppélia – Städtische Bühnen Freiburg, 1978
- Petruska – Städttheater Freiburg, 1979
- Anyegin – Staatsoper Hamburg, 1979
- Az infánsnő születésnapja – Staatsoper Hamburg, 1981
- Barbárok – Burgtheater, Bécs, 1981
- A halott város – Deutsche Oper, Berlin, 1983
- A királyasszony lovagja – Nemzeti Színház, Budapest, 1985
- Borisz Godunov – Opera National, Brüsszel, 1986
- Az imposztor – Veszprémi Színház, 1988
- Fidelio – Royal Opera House, London, 1991

## Kiállításai (válogatás)
- Műcsarnok, Győr, 1984
- Várszínház Galéria, Budapest, 1986
- Tihanyi Múzeum, 1988
- Bild und Kunst, Berlin, 1989
- Workshop Kunsthochschule Dresden, 1994
- Insel Galerie, Berlin, 1995
- Petőfi Irodalmi Múzeum, Budapest, 1995
- Vigadó Galéria, Budapest, 1995
- Mestermű Galéria, Veszprém, 1998
- Bernáth Aurél Galéria, Ábrahámhegy, 2003

## Kötetei
- Objektek szeptember 11. után; Művészetek Háza, Veszprém, 2008

## Díjai
- 7. Internationale Triennale második díja, Novisad, 1984
- Kritiker Preis der Berliner Zeitung, 1988
- Köztársasági Elnöki Aranyérem, 1998 [8]